# Darra-I Kur
Darra-i Kur, ou Bābā Darwīsh, est un abri sous roche et un site préhistorique situé dans la province du Badakhchan, en Afghanistan. Il se trouve au nord-est de Kalafgan, près du village de Chinar-i Gunjus Khan, à 63 km à l'est de Tâloqân, sur la route de Fayzabad. Il a livré les traces de plusieurs occupations humaines successives, dont la plus ancienne date du Moustérien.

## Situation
L'abri-sous-roche de Darra-i Kur est situé sur le versant supérieur d'une vallée, à proximité du village de Bābā Darwīsh. Il offre une belle stratigraphie de dépôts limoneux laissés par le courant d'un ruisseau.

## Historique
Les fouilles menées en 1966 par l'archéologue américain spécialiste de l'Afghanistan Louis Dupree (en) ont livré un os temporal humain fossile fragmentaire, des outils lithiques, des ornements corporels et des fragments de céramiques, ainsi que trois fragments d'étain et de bronze.

## Industrie lithique
On a trouvé sur le site environ 800 outils lithiques, qui sont de deux types principaux : des lames de faucilles en silex et de grandes pointes en dolérite. Les autres outils sont des marteaux, grattoirs, etc. Les plus anciens outils appartiennent au Moustérien, caractérisé par la méthode Levallois.
La couche moustérienne a été datée en 1972 par le carbone 14 d'environ 30 000 ans avant le présent (AP), ce qui est très probablement sous-estimé.

## Faune
Le site a livré des fossiles d'animaux : poissons, rongeurs, chevaux sauvages, moutons, chèvres domestiquées et hémione,.

## Céramique
Les restes de poteries mis au jour sont pour la plupart de couleur noire, de fabrication grossière. Certains portent toutefois une décoration.

Une des couches les plus récentes a été datée en 2017 de 1780 av. J.-C.. Elle correspond au Néolithique final ou au début de l'Âge du bronze.

## Habitat
80 trous de poteaux trouvés devant l'abri-sous-roche auraient pu servir de fondations pour des poteaux de huttes.

## Fossile humain
Un séquençage de l'ADN et une datation par le carbone 14 ont été réalisés en 2017 sur l'os temporel humain trouvé en 1966. Il est daté d'environ 2500 av. J.-C. et appartient à un Homme moderne, dont la position dans une couche du Paléolithique moyen était intrusive. L'individu appartient à l'haplogroupe d'ADNmt H2a et à l’haplogroupe d'ADN-Y R2-M479. Quoique récent, ce fossile reste à ce jour le plus ancien fossile humain d'Afghanistan qui ait pu être étudié.